# SPEF1
SPEF1‏ (Sperm flagellar 1) هوَ بروتين يُشَفر بواسطة جين SPEF1 في الإنسان.